# Йовелич, Деян
Деян Йовелич (серб. Дејан Јовељић; 7 августа 1999, Биелина, Босния и Герцеговина) — сербский футболист, нападающий клуба «Спортинг Канзас-Сити» и сборной Сербии.

## Клубная карьера
Йовелич начал заниматься футболом в местном клубе «Слога Юнайтед». В 2010 году его заметили скауты «Црвены звезды» и пригласили в команду. В 2016 году он подписал с клубом свой первый профессиональный контракт. В 2017 году Деян был включён в заявку основной команды на сезон. 10 декабря в матче против «Бораца» из Чачака он дебютировал в сербской Суперлиге. 5 мая 2018 года в поединке против «Спартака» из Суботицы Деян сделал «дубль», забив свои первые голы за «Црвену звезду». По итогам дебютного сезона он стал чемпионом страны.
Летом 2019 года Йовелич перешёл во франкфуртский «Айнтрахт», подписав с немецким клубом 5-летний контракт. 25 августа в матче против «РБ Лейпциг» он дебютировал в немецкой Бундеслиге.
В январе 2020 года Йовелич был отдан в аренду бельгийскому «Андерлехту» до конца сезона. В чемпионате Бельгии он дебютировал 7 февраля в матче против «Гента».
В августе 2020 года Йовелич отправился в аренду в австрийский «Вольфсберг» на сезон. В австрийской Бундеслиге он дебютировал 13 сентября в матче против «Ред Булла». 3 октября в матче против «Санкт-Пёльтена» он открыл свой бомбардирский счёт за «Вольфсберг», сделав дубль.
5 августа 2021 года Йовелич перешёл в американский «Лос-Анджелес Гэлакси», подписав 4,5-летний контракт. В MLS он дебютировал 14 августа в матче против «Миннесоты Юнайтед». 28 августа в дерби против ФК «Лос-Анджелес» он забил свои первые голы в MLS, оформив дубль.
1 февраля 2025 года Йовелич перешёл в «Спортинг Канзас-Сити» за 4 млн долларов. Эта сделка стала первым в истории MLS внутренним трансфером за прямые деньги. Игрок подписал с клубом трёхлетний контракт по правилу назначенного игрока с опцией продления ещё на один год. За «Спортинг КС» он дебютировал 19 февраля в первом матче первого раунда Кубка чемпионов КОНКАКАФ 2025 против «Интер Майами». 1 марта в матче против «Сан-Хосе Эртквейкс» он забил свой первый гол за «Спортинг КС».

## Международная карьера
В 2016 году в составе юношеской сборной Сербии Йовелич принял участие в юношеском чемпионате Европы в Азербайджане. На турнире он сыграл в матчах против команд Италии, Испании и Нидерландов. В поединке против испанцев Деян забил гол.
За сборную Сербии Йовелич дебютировал 7 июня 2021 года в товарищеском матче со сборной Ямайки.

## Достижения

### Командные
«Црвена звезда»
- Чемпион Сербии: 2017/18, 2018/19

«Лос-Анджелес Гэлакси»
- Чемпион MLS (обладатель Кубка MLS): 2024

### Личные
- Лучший бомбардир плей-офф Кубка MLS: 2024 (6 голов)[19]